# Атала
Атала, или Любовта на двама диваци в пустинята (на френски: Atala, ou Les Amours de deux sauvages dans le désert) е роман, публикуван през 1801 от френския писател Франсоа Рене дьо Шатобриан, един от шедьоврите на европейския романтизъм.

## Резюме
Старият индианец от племето Начез, Шактас, разказва преживяванията си като юноша по бреговете на р. Мешасбе пристигналия младеж Рене. Шактас е осиновен от християнин с името Лопес и първоначално живее в голям град, но не издържа на живота там повече от няколко месеца и се връща в родната си земя, където бива заловен от вражеско племе. Атала, дъщерята на вожда, спасява Шактас от плена, преди да бъде изгорен и двамата избягват. След дълги странствания срещат мисионер, отец Обри, който приема да съедини Шактас и Атала в брачен съюз след покръстването на Шактас. Но Атала, чиято майка я ражда по мъчителен начин и докато е била загрижена за оцеляването ѝ, дава клетвата момичето да остане девствено до края на дните си, ако оживее, за да устои на изкушението, се отравя въпреки своята пламенна любов към Шактас. На нейния смъртен одър Шактас обещава да приеме християнската вяра преди смъртта си.
Продължението на разказа на Атала е частично разказано в романа „Рене“.

## Значение
Романът на Шатобриан е възхвала на католицизма по време на перипетиите на Шактас, спасен от девицата Атала. Срещата на отец Обри и неговата малка общност потвърждава това впечатление, тъй като индианските бит и нрави се защитават и се смята, че могат да бъдат смекчени благодарение на „истинската“ религия.